# Grand Prix automobile de Saint-Marin 1993
GP précédent GP suivant
Le Grand Prix automobile de Saint-Marin 1993 (13º Gran Premio di San Marino), disputé sur le circuit Enzo e Dino Ferrari à Imola, en Italie le 25 avril 1993 est la treizième édition du Grand Prix, la 536e épreuve du championnat du monde de Formule 1 courue depuis 1950, la quatrième manche du championnat 1993 et la première course européenne de la saison.

## Classement
| Pos. | No | Pilote               | Écurie                | Tours | Temps/Abandon                      | Grille | Points |
| ---- | -- | -------------------- | --------------------- | ----- | ---------------------------------- | ------ | ------ |
| 1    | 2  | Alain Prost          | Williams-Renault      | 61    | 1 h 33 min 20 s 413 (197,625 km/h) | 1      | 10     |
| 2    | 5  | Michael Schumacher   | Benetton-Ford         | 61    | + 32 s 410                         | 3      | 6      |
| 3    | 25 | Martin Brundle       | Ligier-Renault        | 60    | + 1 tour                           | 10     | 4      |
| 4    | 30 | Jyrki Järvilehto     | Sauber-Ilmor          | 59    | Moteur                             | 16     | 3      |
| 5    | 19 | Philippe Alliot      | Larrousse-Lamborghini | 59    | + 2 tours                          | 14     | 2      |
| 6    | 24 | Fabrizio Barbazza    | Minardi-Ford          | 59    | + 2 tours                          | 25     | 1      |
| 7    | 22 | Luca Badoer          | BMS Lola-Ferrari      | 58    | + 3 tours                          | 24     |        |
| 8    | 12 | Johnny Herbert       | Lotus-Ford            | 57    | Moteur                             | 12     |        |
| 9    | 10 | Aguri Suzuki         | Footwork-Mugen-Honda  | 54    | + 7 tours                          | 21     |        |
| Abd. | 11 | Alessandro Zanardi   | Lotus-Ford            | 53    | Accident                           | 20     |        |
| Abd. | 29 | Karl Wendlinger      | Sauber-Ilmor          | 48    | Moteur                             | 5      |        |
| Abd. | 8  | Ayrton Senna         | McLaren-Ford          | 42    | Panne hydraulique                  | 4      |        |
| Abd. | 27 | Jean Alesi           | Ferrari               | 40    | Embrayage                          | 9      |        |
| Abd. | 23 | Christian Fittipaldi | Minardi-Ford          | 36    | Direction                          | 23     |        |
| Abd. | 7  | Michael Andretti     | McLaren-Ford          | 32    | Sortie de piste                    | 6      |        |
| Abd. | 9  | Derek Warwick        | Footwork-Mugen-Honda  | 29    | Sortie de piste                    | 15     |        |
| Abd. | 3  | Ukyo Katayama        | Tyrrell-Yamaha        | 22    | Moteur                             | 22     |        |
| Abd. | 0  | Damon Hill           | Williams-Renault      | 20    | Sortie de piste                    | 2      |        |
| Abd. | 20 | Érik Comas           | Larrousse-Lamborghini | 18    | Pression d'huile                   | 17     |        |
| Abd. | 4  | Andrea De Cesaris    | Tyrrell-Yamaha        | 18    | Boîte de vitesses                  | 18     |        |
| Abd. | 14 | Rubens Barrichello   | Jordan-Hart           | 17    | Sortie de piste                    | 13     |        |
| Abd. | 28 | Gerhard Berger       | Ferrari               | 8     | Boîte de vitesses                  | 8      |        |
| Abd. | 25 | Thierry Boutsen      | Jordan-Hart           | 1     | Boîte de vitesses                  | 19     |        |
| Abd. | 6  | Riccardo Patrese     | Benetton-Ford         | 0     | Accident                           | 11     |        |
| Abd. | 26 | Mark Blundell        | Ligier-Renault        | 0     | Accident                           | 7      |        |
| Nq.  | 21 | Michele Alboreto     | BMS Lola-Ferrari      |       | Non qualifié                       |        |        |

## Pole position et record du tour
- Pole position : Alain Prost en 1 min 22 s 070 (vitesse moyenne : 221,080 km/h).
- Meilleur tour en course : Alain Prost en 1 min 26 s 128 au 42e tour (vitesse moyenne : 210,663 km/h).

## Tours en tête
- Damon Hill : 11 (1-11)
- Alain Prost : 50 (12-61)

## Statistiques
- 46e victoire pour Alain Prost.
- 63e victoire pour Williams en tant que constructeur.
- 43e victoire pour Renault en tant que motoriste.
- La casse du moteur de la Sauber de Jyrki Järvilehto dans le dernier tour n'a pas pénalisé le pilote car aucun autre pilote n'était dans le même tour que lui.